# سفارت کوبا در اتاوا
سفارت کوبا در اتاوا (به انگلیسی: Embassy of Cuba) یک سفارت در کانادا است که در اتاوا واقع شده‌است.